# У склепі
«У склепі» (англ. In the Vault) — оповідання американського письменника Говарда Ф. Лавкрафта написане у вересні 1920 року.
Спочатку оповіданню було відмовлено у публікації в журналі «Weird Tales». Редактор побоювався, що «крайня грубість не пройде цензуру». Тож вперше твір надрукували у журналі «Tryout» за листопад 1925 року. У «Wierd Tales» його опублікували лише у квітні 1932 року.

## Сюжет
Дії відбуваються в долині Пек навесні 1881 року.
Вкрай холодна зима спричинила сильне промерзання ґрунту, що унеможливило роботу трунаря. 9 померлих взимку трупів були вкладені у труни й залишені до відлиги у цвинтарному склепі. Лише у квітні трунар Джордж Берч, ледар і п'яниця, почав ховати тіла. У перший день він закопав 90-річного Даріуса Пека. Наступного планував поховати іншого старця — Метью Феннера. За життя той був добрий до Берча, тому трунар почав готувати домовину спеціально для Феннера. Спочатку вона вийшла негодяща, тому Берч зробив для Феннера нову, міцнішу. А у невдалу труну він поховав Азефа Сойєра, злого і мстивого діда, який мав з трунарем конфлікт (як і з усіма в селі) і обіцяв помститися навіть після смерті. На похованні Сойєра всі дивувалися як високий старий помістився у труну, зроблену спочатку для коротуна Феннера.
Вітер раптово зачинив трунаря в склепі. Для того, щоб вибратися Берч вирішив поставити труни з мерцями одна на одну, вилізти нагору і розширити своїми інструментами отвір над дверима. Коли він заліз нагору, погано сколочена верхня кришка тріснула і трунар по коліна провалився в труну. Відчувши різкий біль у ногах, Берч почав пручатися і виліз-таки назовні.
Коли він із закривавленими ногами доповз до цвинтарної сторожки, туди одразу ж викликали лікаря. Доктор Дейвіс оглянув рани на ногах Берча і дійшов до висновку, що його покусали. По характерних відбитках зубів лікар згадав Азефа Сойєра, якого він за життя лікував. Дейвіс допитав трунаря, а потім пішов оглядати склеп. Виявилося, що у розламаній труні Сойєр був похованими з обрубаними ногами.
Берч і Дейвіс домовилися тримати цю історію в таємниці. І лише після смерті лікаря, трунар поділився зі своїм новим доктором, який і став оповідачем цього твору.